# Médulla (poil)
Pour les articles homonymes, voir Medulla.

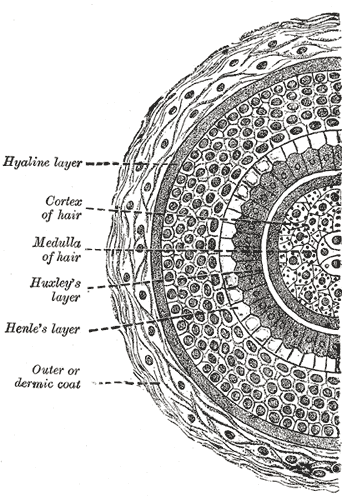
Anatomie d'un poil.

La médulla, appelé aussi moelle ou canal médullaire, est la couche interne de la tige pilaire située sous le cortex. Ce canal est un tube formé d'un tissu épithélial fusiforme constitué d'une colonne de cellules diffuses peu pigmentées et peu kératinisées.

## Médecine légale
L’indice médullaire (rapport du diamètre médullaire moyen à celui du diamètre moyen de la tige) est un élément utilisé en médecine légale : il est toujours inférieur à 0,35 chez l’être humain et supérieur à 0,50 chez la plupart des animaux.